# Anthostomella pullulans
Anthostomella pullulans är en svampart som beskrevs av F.T. Benn. 1928. Anthostomella pullulans ingår i släktet Anthostomella och familjen kolkärnsvampar.   Inga underarter finns listade i Catalogue of Life.